# Evagri d'Epifania
Evagri d'Epifania o Evagri Escolàstic (Evagrius Epiphaneus o Evranius Scholasticus, Εὐάγριος), també anomenat Evagri Exprefecte, fou un advocat i historiador grec nascut a Epifania a la regió de l'Orontes a Siria Secunda (Celesíria) però que alguns pensen que el nom li fou donat com a distinció ("Epífanes" vol dir l'Il·lustre) i no (o no sols) pel seu lloc de naixement. Va néixer el 536.

## Biografia
Va estudiar de jove a la seva ciutat natal i després va anar a Apamea on era quan el rei Còsroes I de Pèrsia va ocupar Antioquia el 540. El 542 una epidèmia de pesta va afectar l'Imperi i va estar a punt de morir. D'aquesta pesta, que va durar de manera intermitent durant uns 50 anys, van morir la seva dona i diversos fills (incloent una filla ja casada i el fill d'aquesta el 591 o 592) i molts amics i servidors, com ell mateix explica en un llibre on es lamenta de les pèrdues.
Sembla que va exercir un temps com a "escolàstic" (advocat) a Antioquia, i d'aquí un dels noms pel que se'l coneix, on era molt conegut per la població.
Possiblement era conseller legal del patriarca Gregori d'Antioquia i alguns dels seus memorials elaborats en nom del patriarca, van ser aprovats per l'emperador Tiberi II que li va donar el rang d'exqüestor però sense haver estat abans qüestor, i més tard l'emperador Maurici li va donar el rang d'exprefecte (ἀπὸ ἐπάρχων), títol que va adoptar algunes vegades. Evagri va compondre una peça, aparentment un text de felicitació, quan va néixer Teodosi, el fill de l'emperador Maurici, cosa que l'emperador li va agrair amb el càrrec.
Va acompanyar al patriarca Gregori a Constantinoble (589) al judici on el patriarca havia apel·lat quan fou acusat d'incest i adulteri. Gregori fou absolt i el mateix any Evagri es va casar per segon cop, amb una noia jove i durant la celebració, que demostra la popularitat d'Evagri ja que va ser una festa popular i multitudinària, es va produir un terratrèmol en el que van morir, segons algunes fonts, uns seixanta mil habitants.

## Obra
Vers el 593 o 594 va escriure una Història eclesiàstica que anava des del Concili d'Efes el 431 fins al dotzè any de govern de l'emperador Maurici, el 593. Diu modestament que no estava qualificat per escriure una obra així (μὴ δεινὸς ἐγὼ τὰ τοιαῦτα), però diu que es va veure obligat a escriure-la perquè ningú no havia intentat continuar una Història de l'Església amb regularitat (κατ᾽ εἰρμόν) des del moment en què s'acabaven les històries d'Hèrmies Sozomen, Sòcrates Escolàstic i Teodoret de Cir. L'obra d'Evagri està escrita amb precisió i es considera una font fiable. Inclou temes meravellosos, que són característics de l'època més que de l'individu. Foci diu que el seu estil era desagradable i redundant, però elogia la seva exactitud en la descripció dels fets. Alguns autors han interpretat que això que diu Foci era un homenatge a l'ortodòxia de l'historiador. Nicèfor Cal·list Xantopul diu que Evagri parla molt dels assumptes seculars, i enumera els autors que van ser les seves fonts: Joan d'Epifania, Zòsim, Joan Malales, Eustaci d'Epifania Menandre Protector, Procopi de Cesarea, Agàties, "i altres escriptors sense caràcter".